# TEE Le Capitole
Le Capitole era il nome dato a un treno rapido delle SNCF che collegava le stazioni di Parigi Austerlitz e Tolosa Matabiau in sei ore, effettuando servizio di sola prima classe.
Creato nel 1967, peculiarità di questo treno erano l'alta qualità dei servizi offerti, la velocità elevata che raggiungeva i 200 km/h poco dopo Orléans e una ristorazione impeccabile. Il convoglio era inizialmente composto da carrozze del tipo UIC colorate di rosso, un colore che contrastava con il "verde ferrovia" tipico di quegli anni, ed era trainato dalla locomotiva elettrica BB 9292 colorata di rosso come le carrozze e recante una placca con la scritta "Capitole", ovvero Campidoglio.
Tutte queste qualità lo resero il vero porta-bandiera della SNCF tanto che questo treno vedrà il suo prestigio oltrepassare i confini francesi. Possedendo le qualità richieste, entrerà ben presto a far parte dei TEE, per poi essere addirittura effettuato due volte per giorno: un'eccezione per i TEE. Nel periodo TEE il treno venne dato in trazione alle CC 6500, composto dalle vetture Grand Confort della SNCF e ricolorato con una livrea rossa, arancione e bianca.
| mattino | sera  | ↓km↓ | fermata            | ↑km↑ | mattino | sera  |
| ------- | ----- | ---- | ------------------ | ---- | ------- | ----- |
| 07:45   | 18:00 | 0    | Parigi Austerlitz  | 713  | 13:45   | 23:45 |
| 10:39   | 20:54 | 400  | Limoges            | 313  | 10:48   | 20:48 |
| 11:39   | 21:54 | 499  | Brive-la-Gaillarde | 214  | 09:48   | 19:48 |
| 12:40   | 22:55 | 600  | Cahors             | 113  | 08:48   | 18:48 |
| 13:16   | 23:31 | 662  | Montauban          | 51   | 08:12   | 18:12 |
| 13:45   | 24:00 | 713  | Tolosa Matabiau    | 0    | 07:45   | 17:45 |

Nel 1982 il treno perse la sigla di TEE in quanto furono aggiunte carrozze di seconda classe. Nel 1996 le vetture furono rimpiazzate dalle più moderne Corail e dal 2004 il servizio è divenuto un Corail Teoz che percorre ancora il tracciato originale, ma che ha perso ufficialmente la denominazione.